# Chama

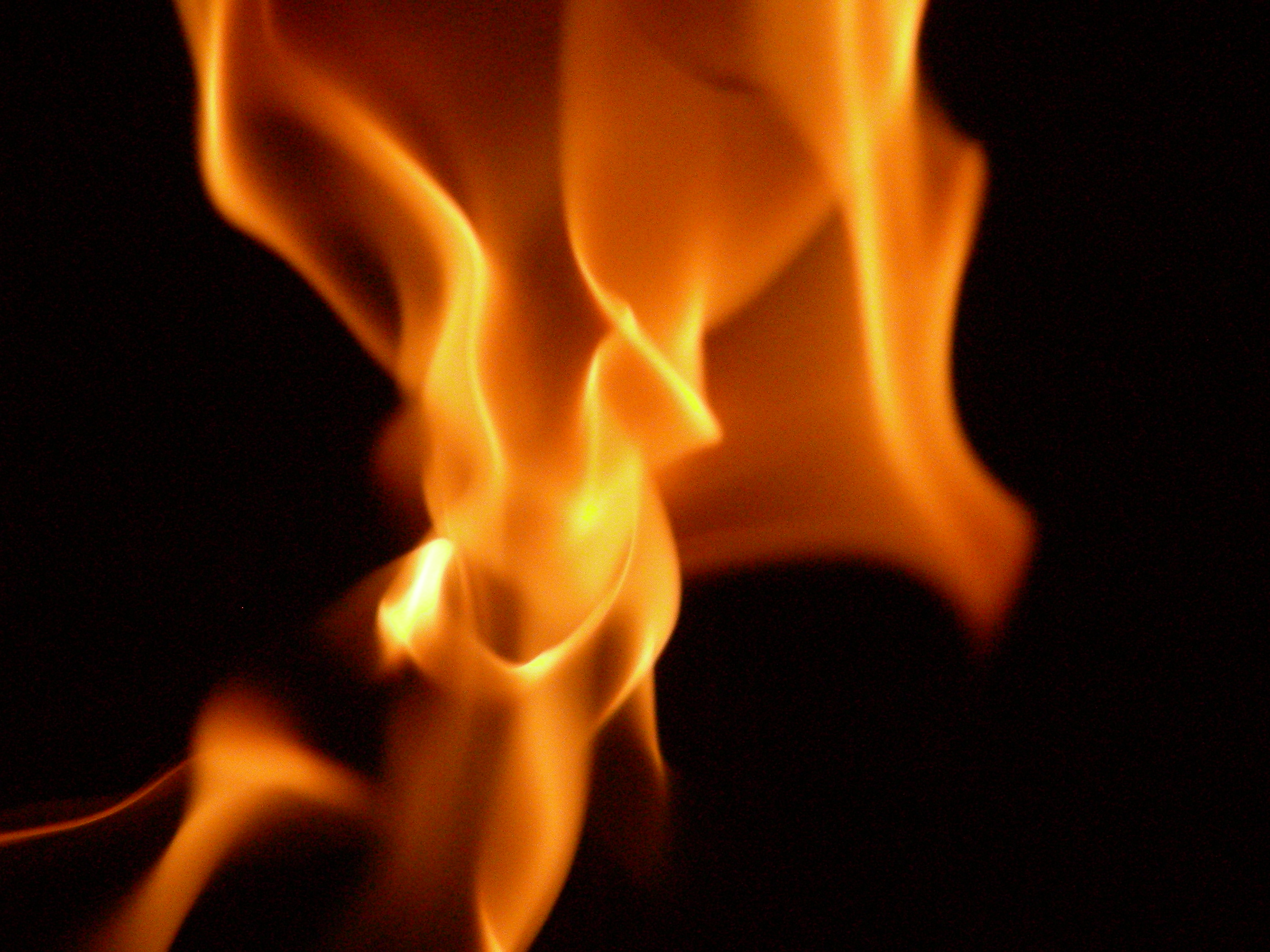
Chamas de carvão vegetal.

Uma chama ou flama (do latim flamma) é a parte gasosa visível (emissora de luz) de algum fogo. É causada por uma reação altamente exotérmica (por exemplo, uma combustão) tomando lugar em uma zona estreita.  Se um fogo for quente o bastante para ionizar os componentes gasosos, ele pode virar plasma.

## Mecanismo

Zonas na chama de uma vela

A cor e a temperatura de uma chama dependem do tipo de combustível envolvido na combustão, como, por exemplo, quando um isqueiro é colocado em uma vela. O calor aplicado faz com que as moléculas de combustível na cera da vela evaporem (se esse processo acontecer em atmosfera inerte sem oxidante, é chamado de pirólise). Nesse estado, eles podem reagir prontamente com o oxigênio do ar, que emite calor suficiente na reação exotérmica subsequente para vaporizar ainda mais combustível, sustentando assim uma chama consistente. A alta temperatura da chama faz com que as moléculas de combustível vaporizado se decomponham, formando vários produtos de combustão incompleta e radicais livres, e esses produtos, então, reagem entre si e com o oxidante envolvido na reação. Pode-se investigar todas as diferentes partes da chama de uma vela com uma colher de metal frio: As partes superiores são o vapor de água, o resultado final da combustão; as partes amarelas no meio são fuligem; logo ao lado do pavio da vela está cera não queimada. Energia suficiente na chama excitará os elétrons em alguns dos intermediários da reação transitória, como o radical metilidino (CH) e o carbono diatômico (C2), que resulta na emissão de luz visível à medida que essas substâncias liberam seu excesso de energia (veja o espectro abaixo para uma explicação de quais espécies radicais específicas produzem quais cores específicas). À medida que a temperatura de combustão de uma chama aumenta (se a chama contiver pequenas partículas de carbono não queimado ou outro material), também aumenta a energia média da radiação eletromagnética emitida pela chama (ver Corpo negro).
Outros oxidantes além do oxigênio podem ser usados para produzir uma chama. A queima de hidrogênio no cloro produz uma chama e, no processo, emite cloreto de hidrogênio (HCl) gasoso como produto da combustão. Outra das muitas combinações químicas possíveis é a hidrazina e o tetróxido de nitrogênio, que é hipergólico e comumente usado em motores de foguetes. Os fluoropolímeros podem ser usados para fornecer flúor como um oxidante de combustíveis metálicos, por exemplo, na composição de magnésio / teflon / viton.
A cinética química que ocorre na chama é muito complexa e normalmente envolve um grande número de reações químicas e espécies intermediárias, a maioria delas radicais. Por exemplo, um esquema de cinética química bem conhecido, GRI-Mech, usa 53 espécies e 325 reações elementares para descrever a combustão do biogás.
Existem diferentes métodos de distribuição dos componentes necessários da combustão para uma chama. Em uma chama de difusão, oxigênio e combustível se difundem um no outro; a chama ocorre onde eles se encontram. Em uma chama pré-misturada, o oxigênio e o combustível são pré-misturados, o que resulta em um tipo diferente de chama. Chamas de velas (uma chama de difusão) operam através da evaporação do combustível que sobe em um fluxo laminar de gás quente que então se mistura com o oxigênio circundante e entra em combustão.

## Cor

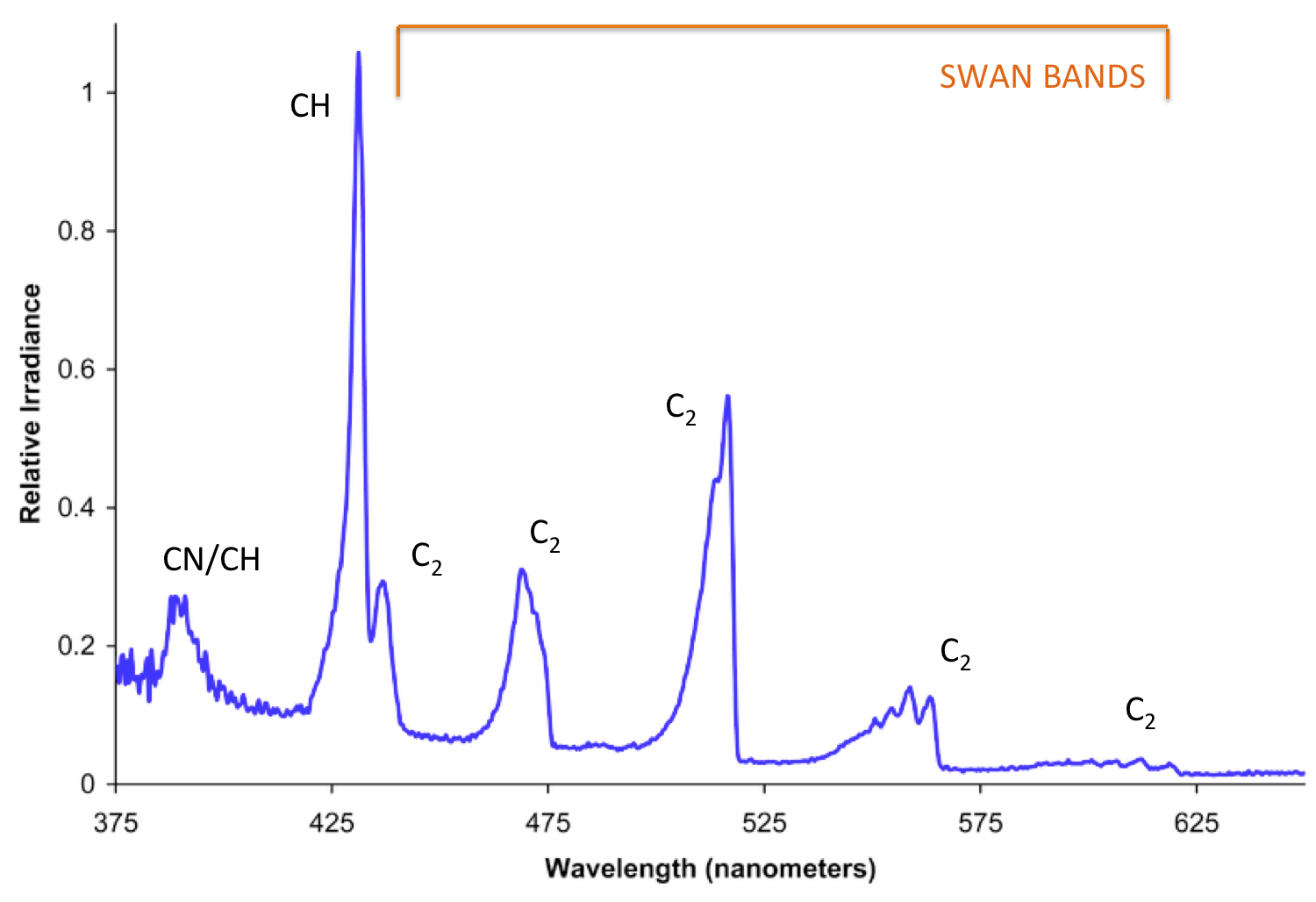
Espectro da chama azul (pré-misturada, ou seja, combustão completa) de um maçarico de butano mostrando emissão de banda de radicais moleculares e bandas de cisne. Observe que praticamente toda a luz produzida está na região do azul ao verde do espectro abaixo de cerca de 565 nanômetros, o que explica a cor azulada das chamas de hidrocarbonetos sem fuligem..

Espectro da chama azul (pré-misturada, ou seja, combustão completa) de um maçarico de butano mostrando emissão de banda de radicais moleculares e bandas de cisne. Observe que praticamente toda a luz produzida está na região do azul ao verde do espectro abaixo de cerca de 565 nanômetros, o que explica a cor azulada das chamas de hidrocarbonetos sem fuligem.
Chama cor depende de vários factores, o mais importante sendo tipicamente radiação de corpo negro e banda espectral de emissão, com ambos linha espectral de emissão e absorção linha espectral desempenhando papéis menores. No tipo mais comum de chama, as chamas de hidrocarbonetos, o fator determinante da cor mais importante é o suprimento de oxigênio e a extensão da pré-mistura combustível-oxigênio, que determina a taxa de combustão e, portanto, a temperatura e os caminhos de reação, produzindo assim diferentes matizes de cor.

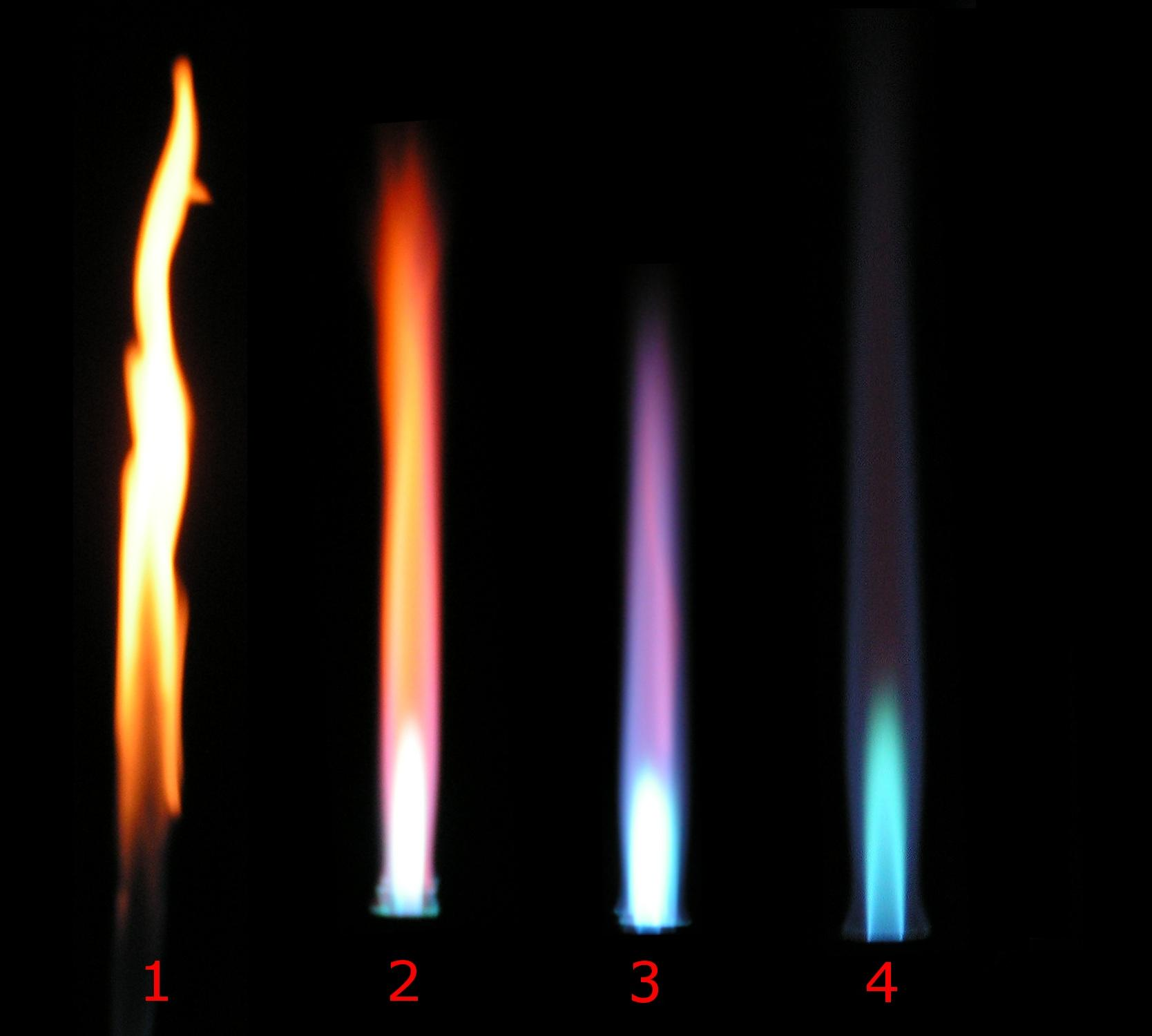
Os diferentes tipos de chama de um bico de Bunsen dependem do suprimento de oxigênio. À esquerda, um combustível rico sem oxigênio pré-misturado produz uma chama de difusão amarela com fuligem; à direita, uma chama pré-misturada com oxigênio totalmente pobre não produz fuligem e a cor da chama é produzida por radicais moleculares, especialmente emissão de bandas CH e C2.

Em um laboratório sob condições normais de gravidade e com uma entrada de ar fechada, um bico de Bunsen queima com chama amarela (também chamada de chama de segurança) com um pico de temperatura de cerca de 2 000 K (3 100 °F). O amarelo surge da incandescência de partículas de fuligem muito finas que são produzidas na chama. Quando a entrada de ar é aberta, menos fuligem é produzida. Quando é fornecido ar suficiente, nenhuma fuligem é produzida e a chama fica azul. (A maior parte deste azul havia sido obscurecida anteriormente pelas emissões amarelas brilhantes.) O espectro de uma chama de butano pré-misturada (combustão completa) à direita mostra que a cor azul surge especificamente devido à emissão de radicais moleculares excitados na chama, que emite a maior parte de sua luz bem abaixo de ≈565 nanômetros nas regiões azul e verde do espectro visível.
A parte mais fria de uma chama de difusão (combustão incompleta) será vermelha, mudando para amarelo e branco conforme a temperatura aumenta, conforme evidenciado pelas mudanças no espectro de radiação do corpo negro. Para a região de uma determinada chama, quanto mais próximo do branco nessa escala, mais quente é a seção da chama. As transições são frequentemente aparentes em incêndios, nos quais a cor emitida mais perto do combustível é o branco,e as chamas avermelhadas são as mais altas de todas.  Uma chama azul só surge quando a quantidade de fuligem diminui e as emissões azuis dos radicais moleculares excitados tornam-se dominantes, embora o azul possa frequentemente ser visto perto da base das velas, onde a fuligem transportada pelo ar é menos concentrada.
Cores específicas podem ser transmitidas à chama pela introdução de espécies excitáveis com linhas de espectro de emissão brilhantes. Em química analítica, esse efeito é usado em testes de chama para determinar a presença de alguns íons metálicos. Na pirotecnia, os corantes pirotécnicos são usados para produzir fogos de artifício coloridos.

## Temperatura

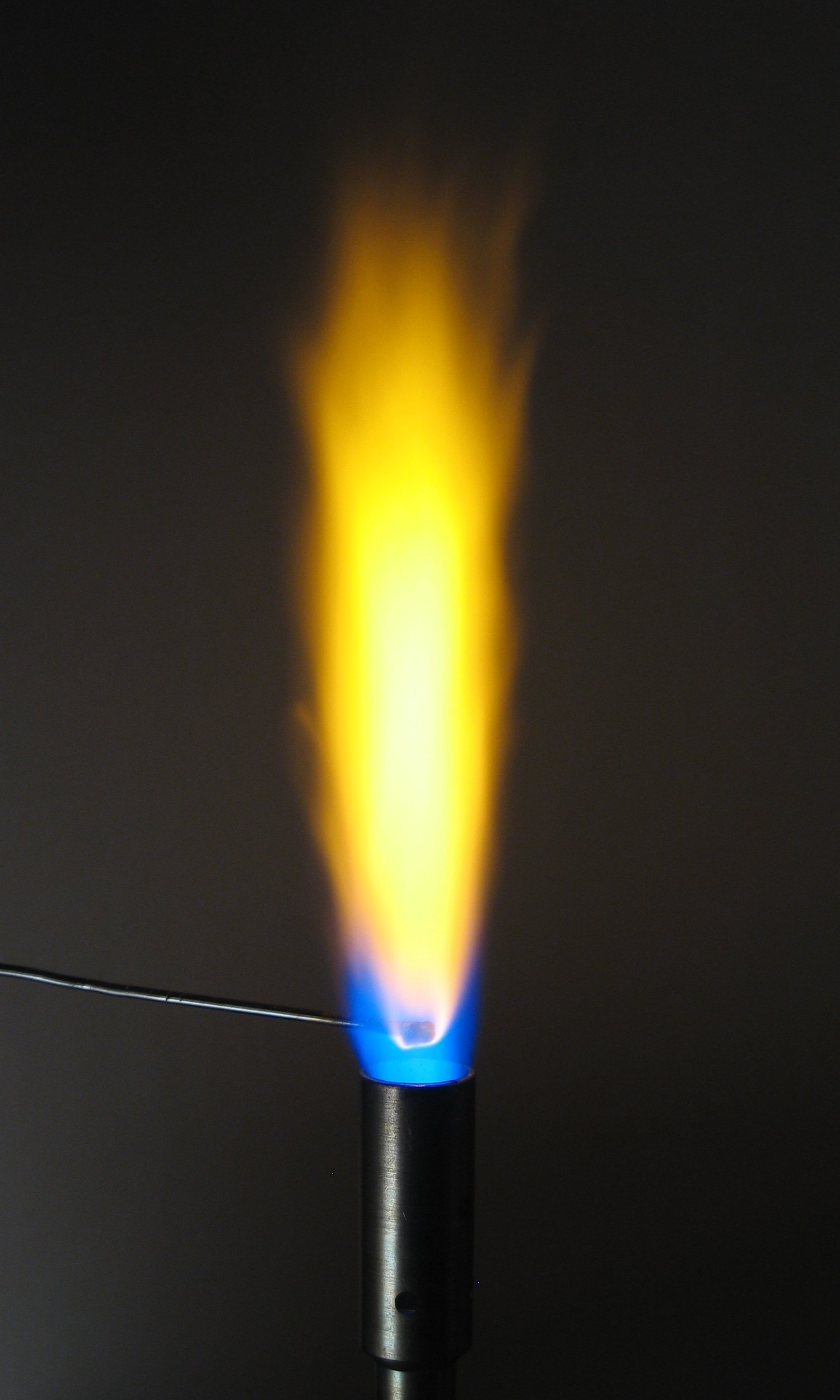
Um teste de chama para sódio. Observe que a cor amarela nesta chama de gás não surge da emissão de corpo negro de partículas de fuligem (como a chama é claramente uma chama de combustão completa pré-misturada azul), mas em vez disso, vem da emissão da linha espectral de átomos de sódio, especificamente o muito intenso linhas D de sódio.

Ao observar a temperatura de uma chama, existem muitos fatores que podem ser alterados ou aplicados. Um importante é que a cor de uma chama não determina necessariamente uma comparação de temperatura porque a radiação do corpo negro não é a única coisa que produz ou determina a cor vista; portanto, é apenas uma estimativa da temperatura. Outros fatores que determinam sua temperatura são:
- Chama adiabática; ou seja, nenhuma perda de calor para a atmosfera (pode ser diferente em certas partes)
- Pressão atmosférica;
- Conteúdo percentual de oxigênio da atmosfera;
- O tipo de combustível usado (ou seja, depende da rapidez com que o processo ocorre; quão violenta é a combustão);
- Qualquer oxidação do combustível;
- A temperatura da atmosfera se liga à temperatura da chama adiabática (ou seja, o calor será transferido para uma atmosfera mais fria mais rapidamente);
- Quão estequiométrico é o processo de combustão (1:1 estequiometricamente) assumindo que nenhuma dissociação terá a temperatura de chama mais alta; o excesso de ar/oxigênio irá diminuí-lo, assim como a falta de ar/oxigênio.

Em incêndios (principalmente em casa), as chamas mais frias costumam ser vermelhas e produzem mais fumaça. Aqui, a cor vermelha em comparação com a cor amarela típica das chamas sugere que a temperatura é mais baixa. Isso ocorre porque há falta de oxigênio na sala e, portanto, há combustão incompleta e a temperatura da chama é baixa, muitas vezes apenas 600 a 850 °C (1 112 a 1 562 °F). Isso significa que muito monóxido de carbono é formado (que é um gás inflamável), que é quando há maior risco de backdraft. Quando isso ocorre, os gases combustíveis no ou acima do ponto de inflamação da combustão espontânea são expostos à combustão de oxigênio, monóxido de carbono e hidrocarbonetos superaquecidos, e ocorrem temperaturas temporárias de até 2 000 °C (3 630 °F).

## Em microgravidade

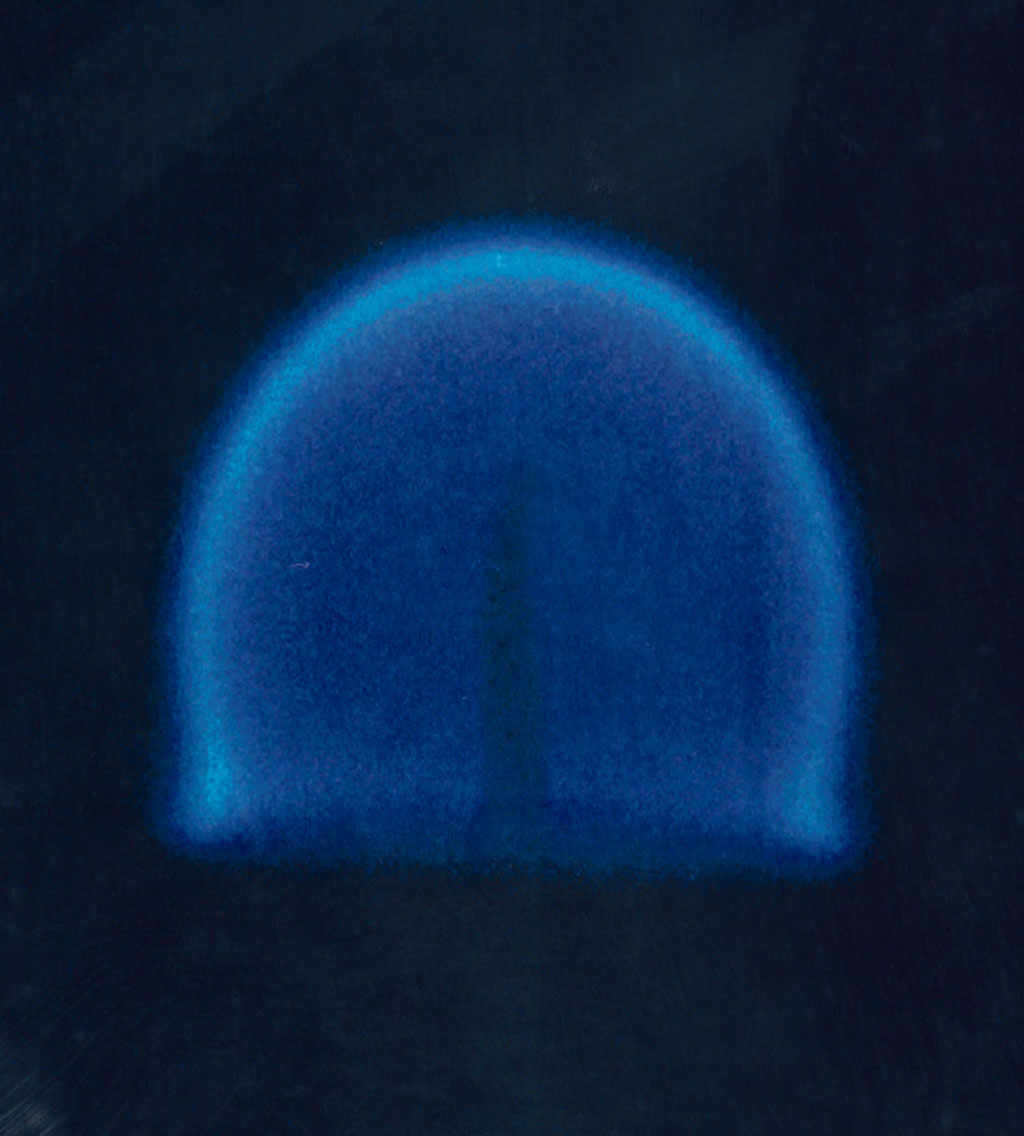
Em zero-G, a convecção não leva os produtos de combustão quentes para longe da fonte de combustível, resultando em uma frente de chama esférica.

No ano 2000, experimentos da NASA confirmaram que a gravidade desempenha um papel indireto na formação e composição da chama. A distribuição comum de uma chama em condições normais de gravidade depende da convecção, já que a fuligem tende a subir até o topo da chama (como em uma vela em condições normais de gravidade), tornando-a amarela. Em ambientes de microgravidade ou gravidade zero, como em órbita, a convecção natural não ocorre mais e a chama torna-se esférica, com tendência a se tornar mais azulada e mais eficiente. Existem várias explicações possíveis para esta diferença, das quais a mais provável é a hipótese de que a temperatura está suficientemente distribuída de forma suficientemente uniforme para que a fuligem não se forme e ocorra a combustão completa. Experimentos da NASA revelam que as chamas de difusão na microgravidade permitem que mais fuligem seja completamente oxidada após serem produzidas do que as chamas de difusão na Terra, por causa de uma série de mecanismos que se comportam de maneira diferente na microgravidade quando comparada às condições normais de gravidade. Essas descobertas têm aplicações potenciais na ciência aplicada e na indústria privada, especialmente no que diz respeito à eficiência de combustível.

## Chamas termonucleares
As chamas não precisam ser impulsionadas apenas pela liberação de energia química. Nas estrelas, as frentes de combustão subsônicas impulsionadas pela queima de núcleos leves (como carbono ou hélio) em núcleos pesados (até o grupo do ferro) se propagam como chamas. Isso é importante em alguns modelos de supernovas do Tipo Ia. Em chamas termonucleares, a condução térmica domina a difusão das espécies, portanto, a velocidade e a espessura da chama são determinadas pela liberação de energia termonuclear e pela condutividade térmica (frequentemente na forma de elétrons degenerados).